# Fremd (Album)
Fremd (Fremder Zyklus, Teil 1) ist das siebte Studioalbum der Frankfurter Band ASP. Es stellt den ersten Teil des Fremder-Zyklus dar (nach dem Schwarzen Schmetterling und Krabat der dritte Liederzyklus der Band ASP). Das Thema des Albums und des Zyklus ist, wie der Titel bereits verrät, vor allem das fremd fühlen in sich und in der Welt. Fremder Zyklus ist dabei die Fortsetzung des Schwarzen Schmetterlings.
Das Album erschien am 21. Oktober 2011 mit zweimonatiger Verspätung.

## Musikstil und Inhalt
Der Musikstil des Albums wird vom bandtypischen Zusammenspiel von Rock-, Elektro- und Folkelementen geprägt. So wurden nach dem eher folkigen Album Zaubererbruder auf Fremd erstmals wieder stärkere elektronische Elemente genutzt, so besitzt der Song Eisige Wirklichkeit ein komplett elektronisch gehaltenes Intro. Deutliche elektronische Elemente lassen sich ebenfalls im Song A Prayer for Sanctuary feststellen.
Allerdings hat auch der Rockanteil zugenommen, Songs wie A Prayer for Sanctuary, FremdkörPerson, erstens und Angstkathedrale enthalten prägende, teils sehr harte Gitarrenelemente. Diese Verstärkung der Gitarrenelemente ist auf die veränderte Besetzung der Band zurückzuführen, da zum ersten Mal in der Bandgeschichte zwei Gitarristen Teil der Band sind.
Neben den Elektro- und Rockelementen lassen sich aber auch erneut Folkelemente raushören, der Song FremdkörPerson, erstens enthält ein Intro mit starken Folkelementen und Unverwandt wird durch ein Violinenthema geprägt.

## Artwork
Das Cover, das von Timo Würz gestaltet wurde, zeigt den, für ASP typischen, Schwarzen Schmetterling. Dabei sind die Schmetterlingsflügel wie das Deckenkonstrukt einer gotischen Kirche gestaltet. Von dem weißen Hintergrund ist dabei, wie bereits bei der Wechselbalg-Single, leicht die Flügelstruktur eines Schmetterlings abgehoben.
Das Artwork im Booklet wurde von Matthias Bäuerle gestaltet. Eine Besonderheit stellen dabei die mit Klarlack gedruckten Textelemente dar, die bei richtigem Lichteinfall sichtbar sind.

## Titelliste
| # | Titel                                                               | Länge |
| - | ------------------------------------------------------------------- | ----- |
| 1 | A Prayer for Sanctuary                                              | 4:02  |
| 2 | Wechselbalg                                                         | 5:55  |
| 3 | Eisige Wirklichkeit                                                 | 4:46  |
| 4 | The Mysterious Vanishing of the Foremar family [A real Gothic Tale] | 9:07  |
| 5 | Rücken an Rücken                                                    | 5:34  |
| 6 | Angstkathedrale (Canterbury version)                                | 17:07 |
| 7 | Schön, schön, schön                                                 | 4:56  |
| 8 | FremdkörPerson, erstens                                             | 5:08  |
| 9 | Unverwandt                                                          | 10:23 |

### Einzelne Tracks

#### Wechselbalg
Wechselbalg ist die erste Single nach zwei Jahren Pause.
In Wechselbalg greift ASP das Motiv aus So viel tiefer (veröffentlicht als Bonussong auf dem Best-of-Album Horror Vacui) wieder auf: Das Innerste geäußert und aufs Äußerste verinnerlicht. Ein Wechselbalg, die Welt getauscht, wir werden sehen. Die einleitenden Worte des alten werden damit zum Refrain des neuen Stücks und dienen damit als Bindeglied zwischen den Zyklen. Die Singleauskopplung fand am 12. August 2011 statt und schaffte es auf Platz 46 der deutschen Albumcharts.

#### Eisige Wirklichkeit
Die Zweite Singleauskopplung war schließlich Eisige Wirklichkeit. Diese wurde am 9. März 2012, nachdem im Dezember eine Umfrage unter den ASP-Fans stattfand, veröffentlicht. Zur Auswahl stand noch FremdkörPerson, erstens und Rücken an Rücken. Wie bei Wechselbalg ab es auch hier eine Limitierte Edition mit einer Auflage von 5.999 Exemplaren.

#### The Mysterious Vanishing of the Foremar Family
Das Lied The Mysterious Vanishing of the Foremar Family (zu deutsch: Das mysteriöse Verschwinden der Familie Foremar) beschreibt, wie der Subtitel des Songs schon beschreibt (A real Gothic Tale), eine Geschichte die tatsächlich passiert ist. ASP stellt in dem Lied Spekulationen auf, wie die Familie verschwinden konnte.

#### Angstkathedrale
Angstkathedrale ist mit einer Länge von etwa 17 Minuten der zweitlängste Song der Bandgeschichte (Nach dem 27-minütigen Requiem vom Album Requiembryo). Der Text, bei dem es sich ursprünglich um ein Kalligramm handelte, beschreibt eine große, finstere Kathedrale, die nur von dem Licht einer einzigen Kerze erleuchtet wird. Diese steht dabei symbolisch für die Angst.
Der Song baut dabei in der ersten Hälfte eine unheimliche Schwere auf, der Text wird sehr langgezogen gesungen und wird von schweren Gitarren getragen. Die zweite Hälfte des Songs beginnt mit einem sehr warm wirkenden Pianothema und warm wirkenden Gitarren, bis dieses in neue Klangmotive umschlägt. Der Song wurde bei den meisten Rezensionen lobend hervorgehoben.

## Limitierte Edition
Erschienen ist fremd in gleich mehreren Varianten, nämlich in einer Digibook-Version, einer auf 7000 Stück limitierten 2-CD-Version und einer auf 499 Stück limitierten Picture-Vinyl-Version.
Auf der Bonus-CD Limited Edition hat ASP das bekannte Lied Wouldn’t It Be Good von Nik Kershaw aus dem Jahr 1984. Zudem befinden sich auf der CD noch Remixe.

## Rezeption

### Kritiken
„Kurz, ich kann an diesem Album nicht den geringsten Fehler erkennen und bin hier wohl dazu gezwungen, zum allerersten Mal die volle Punktzahl zu vergeben!“

„Auch wenn ASP mit dem neuen Zyklus zu neuen Ufern aufgebrochen sind, so wird den Fans dieser Künstler das neue Album nicht fremd erscheinen. Sprengs auffällige und doch vertraute Stimme bestimmt nach wie vor das Sein seiner Alben und zieht sich wie ein roter Faden durch das Werk. Und auch die gewählte Thematik des "Anders-Seins" ist hier wie in allen Alben des "Meisters" grundlegend musikalisch verarbeitet worden.“

### Auszeichnungen
- Orkus: Single des Monats für Wechselbalg: „ASP sind zurück – komplex, emotional, großartig!“[4]
- Sieger in der Orkus-Leserumfrage 2011 in den Kategorien Bestes Album und Bestes Artwork.

## Weiteres
- Das Album ist Peter Steele gewidmet.
- Im Booklet fehlt eine Strophe des Songs The Mysterious Vanishing of the Foremar Family.
- Im Booklet des Albums sind versteckte Nachrichten, Sprüche und Textzeilen aus älteren Liedern enthalten.